# 엠마자이언트쥐
엠마자이언트쥐(Uromys emmae)는 쥐과에 속하는 설치류의 일종이다. 인도네시아 오이섬에서만 알려져 있다.